# Andrés Torres (ciclista)
Andrés Torres (nascido em 30 de novembro de 1966) é um ex-ciclista guatemalense que competiu no ciclismo nos Jogos Olímpicos de Verão de 1988, representando a Guatemala.